# 馬里博爾城堡
馬里博爾城堡（Maribor Castle）是位於斯洛維尼亞城市馬里博爾市區東北部的一座城堡，內設有一座博物館。馬里博爾城堡始建於1655年。